# Ensis tropicalis
Ensis tropicalis is een tweekleppigensoort uit de familie van de Pharidae. De wetenschappelijke naam van de soort is voor het eerst geldig gepubliceerd in 1955 door Hertlein & Strong.